# Sterculia colombiana
Sterculia colombiana är en malvaväxtart som beskrevs av Thomas Archibald Sprague. Sterculia colombiana ingår i släktet Sterculia och familjen malvaväxter. Inga underarter finns listade i Catalogue of Life.